# Shen Roujian
Shen Roujian ou Chen Jou-Chien ou Chen Jeou-Tsien (沈柔堅) est un peintre et graveur de paysages et de marines, chinois du XXe siècle né en 1919 dans la province du Fujian et mort en 1998.

## Biographie
Shen Roujian vit et travaille à Shanghai. Son œuvre semble totalement typique de la gravure chinoise contemporaine tant dans sa manière réaliste, sa composition claire et ses coloris simples, que dans les sujets traités tels ces bateaux, ponts ou usines en construction, ces voies ferrées et ces usines en développement, sous l'impulsion d'un nouveau grand bond en avant.